# El Jalech
El Jalech és una masia de Balenyà (Osona) inclosa a l'Inventari del Patrimoni Arquitectònic de Catalunya.

## Descripció
Casa de notables dimensions amb teulada a dues vessants que presenta dos cossos diferenciats, si bé molt conjuntats. La façana principal, molt estètica, presenta voltes de totxana (3 per cada pis, i dues més al segon).
L'altra part posterior de la casa denota diferent construcció (tàpia), si bé guarda l'harmonia de l'eixida. Com a elements destacables hi ha uns carots esculturats a les bigues de fusta i la pedra treballada.

## Història
L'edificació és de dues èpoques diferents. En una llinda es troba la data de 1662 i a la llinda de l'entrada, junt a una escultura, hi ha la data de 1784.
Sembla que la casa prosperà en aquests segles (XVII i XVIII) i que es restaurà, acabant-se així la seva fisonomia en temps més propers.